# Oncidium brevicorne
Oncidium brevicorne är en orkidéart som först beskrevs av Willibald Königer och José Portilla, och fick sitt nu gällande namn av Mark W. Chase och Norris Hagan Williams. Oncidium brevicorne ingår i släktet Oncidium och familjen orkidéer. Inga underarter finns listade i Catalogue of Life.